# Ubysława
Ubysława, Hubysława – staropolskie imię żeńskie. Składa się z członu Uby- („ubyć, ubywać”) -sława („sława”).  Może oznaczać „ta, która pomniejsza sławę”, lub „ta, której pojawienie się na świecie wiąże się z gorszą sławą”. Męski odpowiednik – Ubysław, Hubysław.
Ubysława imieniny obchodzi 24 maja.